# Soldier of Love (álbum)
Soldier of Love (en español: Soldado del amor) es el sexto álbum de estudio de la banda inglesa de R&B Sade. Fue lanzado el 5 de febrero de 2010 en Alemania, el 8 de febrero en el resto del mundo, y el 9 de febrero en EE. UU.. 
El álbum debutó en el número cuatro de la UK Albums Chart, convirtiéndose en su mejor debut desde Stronger Than Pride (1988). Debutó en la cima de la Billboard 200 con 502.000 copias vendidas en la primera semana, siendo el primer álbum de Sade en debutar en el número 1 en EE. UU. Desde su lanzamiento, Soldier of Love recibió críticas generalmente positivas, y ganó un premio Grammy a la mejor interpretación R&B por un dúo o grupo con vocales. La banda promocionó el álbum con su primera gira de conciertos en diez años, la gira Sade Live. Las fotografías para el arte del disco fueron tomadas por Sophie Muller, en la zona arqueológica de Monte Albán, Oaxaca.

## Lista de canciones
| N.º | Título                 | Duración |  |
| 1.  | «The Moon and the Sky» | 4:28     |  |
| 2.  | «Soldier of Love»      | 5:59     |  |
| 3.  | «Morning Bird»         | 3:55     |  |
| 4.  | «Babyfather»           | 4:40     |  |
| 5.  | «Long Hard Road»       | 3:03     |  |
| 6.  | «Be That Easy»         | 3:41     |  |
| 7.  | «Bring Me Home»        | 4:09     |  |
| 8.  | «In Another Time»      | 5:06     |  |
| 9.  | «Skin»                 | 4:13     |  |
| 10. | «The Safest Place»     | 2:46     |  |